# Counter-RAM

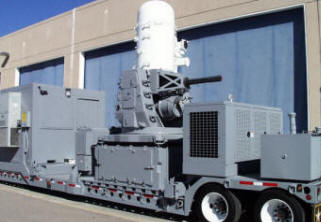
지상 방어용 팰렁스 시스템

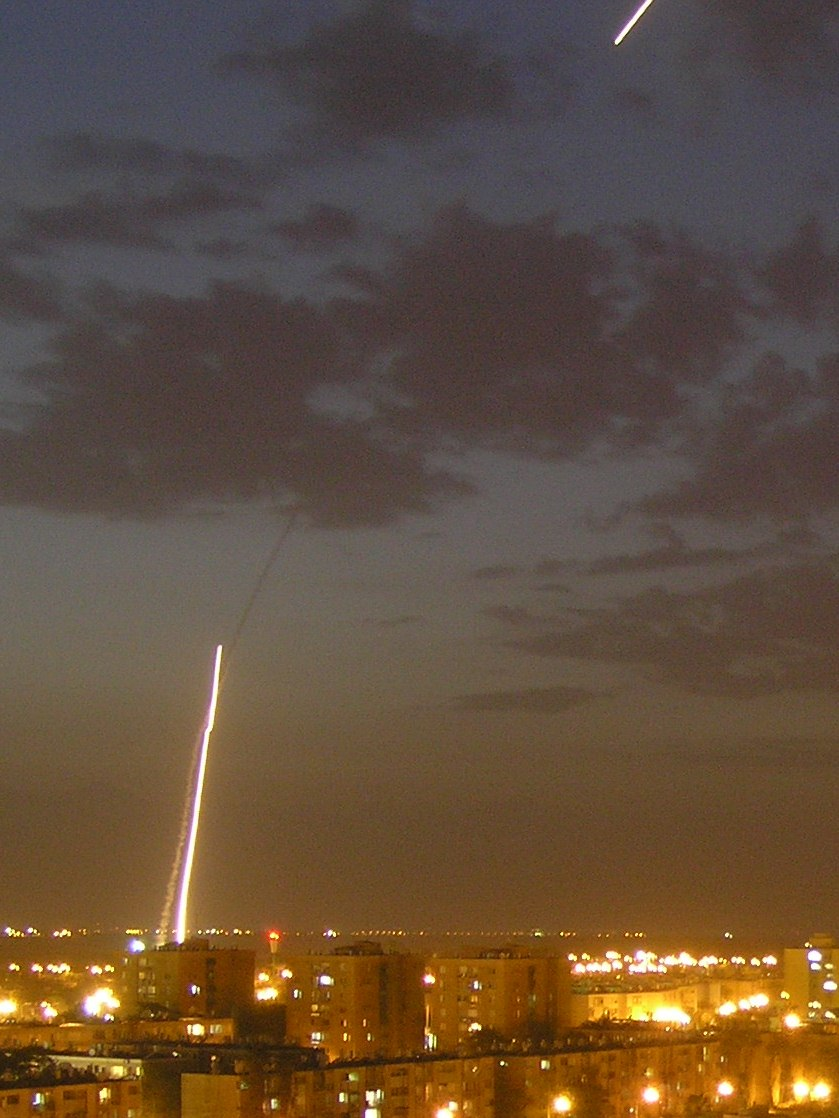
2012년 이스라엘의 주거 지역을 노린 하마스의 로켓을 이스라엘군의 아이언 돔이 요격하고 있다.

Counter-RAM 또는 C-RAM은 Counter Rocket, Artillery, and Mortar의 약자로서, 적이 발사한 로켓, 대포, 박격포를 근거리에서 공중 요격하는 무기 시스템이다.
대포 포탄, 박격포 포탄 뿐만 아니라 소형 무인기에 대한 방어능력도 가지고 있다.

## 설명
C-RAM은 이라크 다국적군의 소요제기로 개발되었다. 이라크 전쟁에서 적의 로켓, 대포, 박격포 공격으로 부상자가 늘어나자, 이러한 요청이 쇄도했다. 2005년 여름, 지상용 팰렁스 CIWS가 이라크에 설치되었다. 바그다드의 그린존과 캠프 빅토리를 방어했다. 이라크 남부의 영국군도 설치했다.
이스라엘은 적의 로켓 공격을 방어하기 위해 이 시스템을 구매할 것을 고려 중이다. 대당 1500만 미국 달러이며, 20 mm M61A1 개틀링포를 사용, 분당 3,000 또는 4,500발의 M-246 또는 M-940 탄환을 발사한다. 공중에서 자동 폭발하는 탄환이다.
C-RAM은 발사소음으로 하여금 장병들이 사전에 대피할 수 있는 기회를 제공한다.

## 아이언 돔
이스라엘의 아이언 돔은 타미르 미사일을 이용해 적의 단거리 로켓과 포탄을 요격하는 시스템이다.
2012년 11월 15일부터 17일까지 하마스가 발사한 가자지구에서 이스라엘을 향해 발사된 로켓 737발 중 273발에 대해 격추를 시도해 245발을 요격했다. 이는 약 90%의 요격률을 보인 것으로 높게 평가되고 있다. 464발은 중요한 위협이 아니어서 요격이 시도되지 않았다. 한발당 1억원일 경우 사흘간 273억 원어치 미사일을 발사한 것이다. 라파엘사는 3교대 24시간 비상근무로 빈 발사대에 채울 미사일을 긴급 생산하기 시작했다.

## 각국의 C-RAM
- 이스라엘 - 아이언 돔 EL/M-2084
- 이스라엘 - EL/M-2311 C-RAM 레이다
- 미국 - 센튜리온, 20mm 팰렁스 CIWS의 육군형
- 독일 - NBS C-RAM, 라인메탈에서 생산하는 35mm 기관포 6개로 구성
- 미국 - 레이시온 AI3
- 미국 - AN/MPQ-64 센티넬 C-RAM 레이다

## 같이 보기
- 대포병 레이더